# Plebejus comstocki
Plebejus comstocki är en fjärilsart som beskrevs av Fox 1924. Plebejus comstocki ingår i släktet Plebejus och familjen juvelvingar. Inga underarter finns listade i Catalogue of Life.